# Espershields
Espershields var en civil parish 1866–1955 när det uppgick i Healey, i grevskapet Northumberland i England. Civil parish var belägen 5 km från Blanchland och hade 92 invånare år 1951.